# 冴木彩乃
冴木 彩乃（さえき あやの、1980年8月9日 - ）は日本のノンフィクション作家、出版プロデューサー。

## 来歴
神奈川県出身。本名・小林文乃（こばやし あやの）。10歳でTBSドキュメンタリー『子供たちの見たソ連』の子供特派員として、宇宙飛行士の秋山豊寛と共に旧ソビエト連邦時代のモスクワを取材。
高校生2年生から交換留学生としてオーストラリアに滞在し、hawthorn secondary collegeで美術・写真・グラフィックアートを学ぶ。京都造形芸術大学卒業。
2004年、広島の牧師・谷本清の長女である近藤紘子の手記のプロデュース・構成を担当し、『ヒロシマ、60年の記憶』(二見書房)として刊行され話題に。以降、多くの書籍の出版・編集に携わる。
2017年、BSフジドキュメンタリー番組『レニングラード 女神の奏でた交響曲』の企画・プロデュース・出演を行う。独ソ戦の最中に作曲された交響曲第7番 (ショスタコーヴィチ)の誕生秘話を追った同番組は、第13回日本放送文化大賞・東京地区審査の最終候補6作品に選ばれた。
2018年、『グッバイ、レニングラード ソ連邦崩壊から25年後の再訪』(文藝春秋)を刊行。
2021年、カティンの森事件を題材としたルポ「カティンの鳥たち」が、第19回開高健ノンフィクション賞の最終候補になる。

## 著作
『グッバイ、レニングラード ソ連邦崩壊から25年後の再訪』小林文乃著、文藝春秋、2018年

## 関連書籍
- 『ヒロシマ、60年の記憶』二見書房(プロデュース・構成)
- 『人間の関係』ポプラ社(編集・一部構成)
- 『風のCafé』シリーズ　扶桑社(聞き手・五木寛之 　アシスタント・冴木彩乃)
  - リーダーの信念(稲盛和夫、見城徹、岡田武史)
  - プロフェッショナルの鉄則(横尾忠則、三上寛、谷村新司)
  - インテリジェンスの原点(養老孟司、藤原正彦、半藤一利)
  - エレガンスの極意(岸惠子、阿川佐和子、宮部みゆき)

## テレビ出演
- BSフジドキュメンタリー番組『レニングラード 女神の奏でた交響曲』企画・プロデュース・出演(2017年)
- BS-TBS『明治150年「建築巨人」伊東忠太からの伝言 ～いま、妖怪が語り始めた～』企画・出演(2018年)
- TBS『子供たちの見たソ連』子供特派員(1991年)
- BSフジ『五木寛之　風のCafé』(2013年10月 - 2016年9月)番組アシスタント
- テレビ金沢『となりのテレ金ちゃん』(2018年)ゲスト出演
- テレビ金沢『新金沢百景』司会進行
  - 金沢のリズム (ゲスト・嵐山光三郎)(2012年)
  - 蓄音機の時代 (ゲスト・八日市屋典之)(2013年)
  - 金沢の香り (ゲスト・平木孝志)(2014年)
  - 旅と、歌と (ゲスト・谷村新司)(2016年)